# Capilla de los Santos Reyes
También conocida como Capilla de Tetela del Monte, es una capilla ubicada en norponiente de Cuernavaca, Morelos en el pueblo de Tetela del Monte construida en el siglo XVI.

## Historia
La capilla fue llamada antes de las Visitas, debido a que los peregrinos pasaban y visitaban la capilla en camino al santuario de Chalma. Probablemente su nombre lo obtuvo por la invocación a los Reyes Magos, además del cuadro que decora el altar desde hace poco menos de dos siglos. Está situada en Tetela del Monte (Municipio de Cuernavaca), al noroeste de esta ciudad, en la esquina de León Salinas y calle de las Moras, probablemente su construcción se debió a los frailes mendicantes franciscanos y que fue construida en el siglo XVI, probablemente entre los años 1530 y 1540 Corresponde en estilo, características y sistema constructivo a edificaciones similares a las encontradas en los alrededores. Por ejemplos las capillas: San José en Tlaltenango, Divino Pastor en Ocotepec, Capilla de San Jerónimo en San Jerónimo, Asunción de María en Santa María Ahuacatitlán, etc., lo que se conoce viene del siglo XVII con algunos elementos identificables del siglo XVI Por los siguientes elementos afirmamos que su edificación es del siglo XVI Su fachada que es de gran sencillez, tiene espadañas donde se colgaban las campanas antes de tener torre, Su orientación es hacia el poniente, Su nave sin torre, Se sabe que las torres se construyeron a partir del siglo XVII Su cruz atrial con iconografías que concuerdan con las realizadas en el siglo XVI "Aunque podemos hablar de un estilo barroco popular primitivo.